# Thoma Deliana
Thoma Deliana (Elbasan, 20 febbraio 1924 – Elbasan, 14 settembre 2014) è stato un politico albanese.

## Biografia
Nacque a Elbasan il 20 febbraio 1924 in una famiglia ortodossa nel quartiere del castello e frequentò gli studi superiori presso la Scuola Normale di Elbasan, dove ebbe come insegnante tra gli altri Aleksandër Xhuvani. Come altri studenti della Normale, durante la seconda guerra mondiale si unì come partigiano al Movimento di Liberazione Nazionale (LANÇ), venendo eletto nel settembre 1944 come capo della sezione giovanile della prefettura di Elbasan.
Nel dopoguerra divenne un importante dirigente del Partito del Lavoro (PPSH) di Enver Hoxha e frequentò la Scuola del PCUS a Mosca; fu eletto nel 1954 all'Assemblea del Popolo, venendo poi nominato nel 1961 come primo Viceministro dell'istruzione e poi nel 1965 come Ministro dell'istruzione (divenuto poi Ministro dell'istruzione e della cultura). Come ministro fu tra i principali estensori della censura in ambito letterario e teatrale, occupandosi inoltre di una complessiva ristrutturazione della grammatica e dell'istruzione attraverso la realizzazione di nuovi libri di testo e la creazione di una lingua albanese standard, grazie all'organizzazione del Congresso di ortografia albanese del 1972; nello stesso anno fu formata l'Accademia delle Scienze.
Nel 1976 fu rimosso dai suoi incarichi politici ed espulso dal partito, venendo accusato di aver fatto parte di una fazione liberale e revisionista che sarebbe stata guidata da Abdyl Këllezi. Internato, divenne dirigente scolastico di una scuola a Dhëmblan, nei pressi di Tepelenë, per circa un anno prima di essere costretto a lavorare come bracciante agricolo fino al 1985.
Tornato a Elbasan, vi è morto il 14 settembre 2014.